# Eilean Trodday
Eilean Trodday är en ö i Storbritannien.   Den ligger i kommunen Yttre Hebriderna och riksdelen Skottland, i den nordvästra delen av landet, 800 km nordväst om huvudstaden London. Arean är 38 kvadratkilometer. I omgivningarna runt Eilean Trodday växer i huvudsak blandskog.